# Крик душі
Крик Душі (англ. Scream of the soul) — один із найуспішніших та найпопулярніших українських рок-гуртів «Нового покоління». Заснований 10 березня 2007 року у Рівному.

## Історія гурту
Гурт народився ще у далекому 1987 році, де кожен його учасник зробив свій перший внесок. З появою Василя Петренка (бас-гітариста) - найменшого вокаліста, як наслідок, 19 років потому, вони згуртувались. За цей час у колективу було декілька спроби зібратись, але після кількох концертів гурт залишили вокаліст і барабанщик. Усі думали, що це кінець і хотіли поставити на цьому жирну крапку. Згодом з'явилися новий барабанщик та вокаліст, але гурт залишив бас-гітарист. Його місце зайняв  Василь Петренко.
За час існування колектив випустив три альбоми, відзняли три кліпи та відіграли понад 100 концертів по всій Україні, а також стали учасниками міні туру під назвою «Super mini KD tour 2010».

## Склад гурту
1. Іван Лук'янчук — вокал (2007 — дотепер)
2. Василь Петренко — гітара (2007 — дотепер)
3. Костянтин Кавилін — бас (2007 — дотепер)
4. Святослав Рогашко — фортепіано, синтезатори (2007 — дотепер)

## Дискографія

### Альбоми
1. 2009 — Ненароджений
2. 2011 — Люди
3. 2012 — А світ так і не навчився любити. . .